# Milo (sèrie de televisió d'animació de 2021)
Milo és una sèrie de televisió d'animació còmica preescolar animada en 2D que es va emetre per primera vegada a l'espai Milkshake! de Channel 5 el 10 de maig de 2021 al Regne Unit. La sèrie segueix en Milo, un jove gat negre, i els seus amics Lofty, una girafa, i Lark, un ocell, mentre exploren diferents feines i professions. S'ha doblat al valencià per a À Punt.
La sèrie, produïda per Fourth Wall Animation i distribuïda per Planeta Junior, va ser encarregada el maig de 2021 pel Young Audiences Content Fund del British Film Institute. Tot i que aquest fons es va eliminar el 2023, el Fons de Creixement Flexible de l'Autoritat Combinada de la Ciutat de Liverpool va proporcionar un finançament important per a una segona temporada del programa, després de l'èxit de la primera temporada.
El programa s'emet a més de 170 països internacionalment. Milo és un dels programes més ben valorats del Regne Unit per a nens d'entre quatre i sis anys,i va arribar a un milió de nens d'entre quatre i quinze anys durant el seu primer any d'emissió. Va guanyar la categoria de millor sèrie infantil als British Animation Awards 2022. També va guanyar el bronze als premis de cinema i televisió de NewYorkFestivals.com del 2022 i va ser nominat al millor programa preescolar als Broadcast Awards del 2022.